# Xylopteryx leroyae
Xylopteryx leroyae là một loài bướm đêm trong họ Geometridae.